# دیوزند
دیوزند، روستایی از توابع بخش مرکزی شهرستان قروه در استان کردستان ایران است. بنا به گفته بزرگان و ریش سفیدان، این روستا ملک یکی از زنان زمان زندیه بوده و به ده زن معروف بوده که با گذشت زمان به دیوزند تغییر پیدا کرده است. زبان اصلی این روستا کردی است. دارای محصولات مختلفی می‌باشد از جمله سیب زمینی و خیار و گندم و لوبیا و کدو که بیشترین برداشت را دارد. از طوایف بزرگ این روستا شامل خاندان رحیمی، علیخانی، عبدالملکی، هاشمی، موسیوند، فقیه عباسی و اردلانی می‌باشند. این روستا تا چند سال آینده به دلیل نزدیک بودن به شهرستان قروه جزوه شهرک‌های این شهر قرار می‌گیرد به دلیل نزدیکی به شهر این آبادی از حالت بومی خارج گشته و از مناطق مختلف در ان سکونت دارند دارای مدرسه ابتدایی و راهنمایی یک مسجد یک خانه بهداشت و چند مغازه می‌باشد

## جمعیت
این روستا در دهستان بدر قرار دارد و براساس سرشماری مرکز آمار ایران در سال ۱۳۸۵، جمعیت آن ۲٬۰۴۱ نفر (۵۴۱خانوار) بوده است.